# Dekanat Andrychów
Dekanat Andrychów – jeden z 23 dekanatów katolickich wchodzących w skład diecezji bielsko-żywieckiej, w którego skład wchodzi 12 parafii. Powstał w 1971.

## Przełożeni
- Dziekan: ks. Stanisław Czernik
- Wicedziekan: ks. Piotr Liptak
- Ojciec duchowny: o. Piotr Cuber OFMConv[2]
- Duszpasterz Służby Liturgicznej: ks. Sebastian Otworowski
- Dekanalny Wizytator Katechizacji: ks. Piotr Liptak
- Dekanalny Duszpasterz Rodzin: ks. Jan Figura
- Dekanalny Duszpasterz Młodzieży: ks. Marcin Samek

## Parafie
- Andrychów: Parafia Świętego Macieja
- Andrychów: Parafia św. Stanisława Biskupa Męczennika
- Gierałtowice: Parafia Świętego Marcina
- Inwałd: Parafia Narodzenia NMP
- Nidek: Parafia Świętych App. Szymona i Judy Tadeusza
- Roczyny: Parafia Świętego Urbana
- Rzyki: Parafia Świętego Jakuba
- Sułkowice (Bolęcina): Parafia Świętego Jana Chrzciciela
- Sułkowice (Łęg): Parafia Miłosierdzia Bożego
- Targanice: Parafia Nawiedzenia NMP
- Wieprz: Parafia Wszystkich Świętych
- Zagórnik: Parafia Świętych Bartłomieja i Łukasza